# Таява (Оклахома)
Таява (англ. Tiawah) — переписна місцевість (CDP) в США, в окрузі Роджерс штату Оклахома. Населення — 235 осіб (2020).

## Географія
Таява розташована за координатами 36°14′54″ пн. ш. 95°32′10″ зх. д. / 36.24833° пн. ш. 95.53611° зх. д. (36.248283, -95.536180).  За даними Бюро перепису населення США в 2010 році переписна місцевість мала площу 10,63 км², уся площа — суходіл.

## Демографія
Згідно з переписом 2010 року, у переписній місцевості мешкало 189 осіб у 73 домогосподарствах у складі 56 родин. Густота населення становила 18 осіб/км².  Було 78 помешкань (7/км²).
Расовий склад населення:
| - 81,0 % — білих - 12,7 % — корінних американців - 1,1 % — осіб інших рас |

До двох чи більше рас належало 5,3 %. Частка іспаномовних становила 1,1 % від усіх жителів.
За віковим діапазоном населення розподілялося таким чином: 23,8 % — особи молодші 18 років, 58,7 % — особи у віці 18—64 років, 17,5 % — особи у віці 65 років та старші. Медіана віку мешканця становила 43,4 року. На 100 осіб жіночої статі у переписній місцевості припадало 101,1 чоловіків;  на 100 жінок у віці від 18 років та старших — 105,7 чоловіків також старших 18 років.
Середній дохід на одне домашнє господарство  становив 89 676 доларів США (медіана — 90 313), а середній дохід на одну сім'ю — 89 676 доларів (медіана — 90 313). 
Цивільне працевлаштоване населення становило 149 осіб. Основні галузі зайнятості: виробництво — 22,1 %, роздрібна торгівля — 20,1 %, транспорт — 9,4 %, будівництво — 8,1 %.